# Chris Pallis
Chris Pallis   (Bombai, 2 de desembre de 1923 - 10 de març de 2005) va ser un neuròleg i intel·lectual llibertari anglogrec. Sota el pseudònim de Martin Grainger i de Maurice Brinton, va escriure i va traduir diverses obres per al grup britànic Solidarity des de 1960 fins a principis dels anys vuitanta. Com a neuròleg, va elaborar els criteris acceptats per a definir la mort encefàlica i va escriure l'entrada a l'Encyclopædia Britannica sobre la mort.

## Biografia
Chris Pallis va néixer en una rellevant família anglogrega. El poeta Alexandros Pallis era un oncle seu, i els escriptors Marietta Pallis i Marco Pallis també eren familiars. El seu pare, Alex, era el director general de la banca mercantil de la seva família, Ralli Brothers. Quan es va retirar, va tornar de l'Índia per establir-se a Suïssa. Educat allà, Chris Pallis parlava amb fluïdesa el francès, l'anglès i el grec.
El 1940 la família va aconseguir agafar l'últim vaixell per sortir de França i es va instal·lar a Anglaterra. Pallis va anar a estudiar medicina al Balliol College d'Oxford el 1941. Es va unir al Partit Comunista de Gran Bretanya, però aviat va ser expulsat per criticar la seva política davant la Segona Guerra Mundial i es va integrar al Revolutionary Communist Party, de filiació trotsquista. Revolucionari.
El 1947 es va casar amb Jeanne Marty, una estudiant universitària francesa de classe treballadora, i durant una dècada va abandonar la política per seguir la seva carrera mèdica. El 1957 es va unir al grup trotskista liderat per Gerry Healy, The Club, que el 1959 es va convertir en el Socialist Labour League. Healy va ser expulsat el 1960 i amb un grup d'altres exmembres del Socialist Labour League va constituir Solidarity. Igual que alguns altres antics membres del Socialist Labour League, també va col·laborar a la revista International Socialism a principis dels anys seixanta.
Durant els 20 anys següents, va combinar una distingida carrera mèdica sota el seu nom real amb una tasca d'escriptor i traductor socialista revolucionari. El seu treball inclogué diversos relats de testimonis presencials sobre moments clau de la política de l'esquerra europea (la vaga general belga de 1960; París, el maig de 1968; la Revolució dels clavells de Portugal, 1974-75), un grup substancial de traduccions angleses de l'obra de Cornelius Castoriadis, el principal pensador del grup francès Socialisme ou Barbarie, i dos llibres curts, un The Bolsheviks and Workers' Control(Els bolxevics i el control dels treballadors, 1970) sobre la revolució bolxevic, i un altre The Irrational in Politics, el 1974, sobre la política sexual.

Els editors d'una edició recent en línia de The Bolcheviks and Workers 'Control la descriuen de la següent manera:

"Els bolxevics i el control dels treballadors" és un destacat fulletó de Maurice Brinton que exposa la lluita que es va produir entorn del funcionament dels llocs de treball després de la revolució russa. En fer-ho, no només destrueix la "història" romàntica leninista de la relació entre la classe treballadora i el seu partit durant aquests anys (1917-21), sinó que també proporciona una columna vertebral d'anàlisi per entendre per què la revolució russa va fracassar com ho va fer. Des d'aquest pensament flueixen les alternatives d'organització revolucionària i, uns 26 anys després de l'escriptura original, és potser la seva contribució més gran avui dia. Tan sols per aquest motiu, aquest text mereix tenir avui la major circulació possible i us animem a enllaçar-hi, descarregar el text o fer-lo circular d'una altra manera.

Chris Pallis va morir el març de 2005.